# بائو ینگینگ
بائو ینگینگ (انگلیسی: Bao Yingying؛ زادهٔ ۶ november ۱۹۸۳ (۴۱ سال)) ورزشکار شمشیربازی اهل چین است.
وی در مسابقات کشوری و بین‌المللی در مجموع برندهٔ ۱ مدال نقره، ۱ مدال برنز شده‌است.